# Heinrich Müller (szwajcarski piłkarz)
Heinrich Müller (ur. 4 czerwca 1889 w Winterthur, zm. 11 maja 1957 w Montreux) – szwajcarski piłkarz i trener, reprezentant kraju, grający na pozycji obrońcy.

## Kariera klubowa
Müller urodził się w Winterthur w 4 czerwca 1889. W 1903 dołączył do drużyny juniorów FC Winterthur. Od 1904 roku grał w pierwszym składzie na pozycji obrońcy. Był częścią mistrzowskiej drużyny FC Winterthur w sezonie 1905/06. Zespół powtórzył ten sukces w sezonie 1907/08.
Sezon 1911/12 rozegrał we włoskim Torino. Rozegrał tam 13 występów i strzelił trzy gole. Po roku wrócił do Szwajcarii do FC Winterthur i zakończył tam karierę w sezonie 1916/17, zdobywając dla klubu trzeci i jak dotąd ostatni tytuł mistrzowski w historii klubu. Jest jedynym zawodnikiem FC Winterthur, który grał w pierwszym składzie i zdobywał wszystkie trzy tytuły mistrzowskie.

## Kariera reprezentacyjna
Müller swój pierwszy mecz rozegrał 4 kwietnia 1909 w Karlsruhe przeciwko Niemcom, przegranym 0:1. W swoim trzecim występie przeciwko Niemcom strzelił jedynego gola dla reprezentacji Szwajcarii.
Swój ostatni mecz w reprezentacji rozegrał 9 marca 1913 przeciwko Francji. przegrany 1:4. Łącznie Müller w latach 1909–1913 zagrał w drużynie narodowej w 11 spotkaniach, w których strzelił jedną bramkę.
| Mecze i gole w reprezentacji | Mecze i gole w reprezentacji | Mecze i gole w reprezentacji | Mecze i gole w reprezentacji | Mecze i gole w reprezentacji | Mecze i gole w reprezentacji | Mecze i gole w reprezentacji |
| #                            | Data                         | Miasto                       | Przeciwnik                   | Gol                          | Wynik                        | Rozgrywki                    |
| ---------------------------- | ---------------------------- | ---------------------------- | ---------------------------- | ---------------------------- | ---------------------------- | ---------------------------- |
| 1.                           | 04.04.1909                   | Karlsruhe                    | Cesarstwo Niemieckie         |                              | 0:1                          | towarzyski                   |
| 2.                           | 20.05.1909                   | Bazylea                      | Anglia                       |                              | 0:9                          | towarzyski                   |
| 3.                           | 03.04.1910                   | Bazylea                      | Cesarstwo Niemieckie         | Gol                          | 2:3                          | towarzyski                   |
| 4.                           | 09.04.1910                   | Londyn                       | Anglia                       |                              | 1:6                          | towarzyski                   |
| 5.                           | 08.11.1911                   | Zurych                       | Węgry                        |                              | 2:0                          | towarzyski                   |
| 6.                           | 26.03.1911                   | Stuttgart                    | Cesarstwo Niemieckie         |                              | 2:6                          | towarzyski                   |
| 7.                           | 23.04.1911                   | Genewa                       | Francja                      |                              | 5:2                          | towarzyski                   |
| 8.                           | 07.05.1911                   | Mediolan                     | Włochy                       |                              | 2:2                          | towarzyski                   |
| 9.                           | 25.05.1911                   | Berno                        | Anglia                       |                              | 1:4                          | towarzyski                   |
| 10.                          | 05.05.1912                   | Sankt Gallen                 | Cesarstwo Niemieckie         |                              | 1:2                          | towarzyski                   |
| 11.                          | 09.03.1913                   | Genewa                       | Francja                      |                              | 1:4                          | towarzyski                   |

## Kariera trenerska
Müller przez dwa mecze był trenerem reprezentacji Szwajcarii na Mistrzostwach Świata we Włoszech w 1934.
27 maja Szwajcaria pokonała Holandię i awansowała do ćwierćfinału. Tam 31 maja drużyna spotkała się z Czechosłowacją, z którą przegrała 2:3.

## Sukcesy
FC Winterthur
- Mistrzostwo Szwajcarii (3): 1905/06, 1907/08, 1916/17